# Pancho Villa
Pour les articles homonymes, voir Arango, Arámbula, Villa (homonymie) et Pancho Villa (homonymie).
José Doroteo Arango Arámbula, plus connu sous le pseudonyme de Francisco Villa, ainsi que sous l'hypocoristique mexicain de Francisco : Pancho, né le 5 juin 1878 à La Coyotada, municipalité de San Juan del Rio, Durango, et mort le 20 juillet 1923 à Parral, Chihuahua, est un hors-la-loi mexicain devenu chef de la División del Norte (es) et général de l'armée fédérale au cours de la révolution mexicaine,.
L'année 2023 a été décrétée officiellement au Mexique  "année de Francisco Villa"
Villa signait de son nom "Francisco Villa". Il en va de même pour les proclamations, actes officiels et émissions de numéraire.

## Jeunesse
Pour l'historien mexicain Enrique Krauze, il est le fils d'Agustín Arango, lui-même fils illégitime de Jésus Villa. D'autres sources lui attribuent d'autres parents.
Orphelin à douze ans, il doit subvenir aux besoins de sa famille en travaillant dans le ranch d’El Gorgojito, propriété de la famille López Négrete.
Selon une légende communément répandue, mais que réfute Friedrich Katz (en) le propriétaire du ranch, le fils de celui-ci ou peut-être son régisseur, tente de violer sa sœur Martina Arango (ou Mariana) ; une autre version dit simplement que la sœur de Villa aurait été victime d'une tentative de rapt (une coutume obligeant ensuite la femme enlevée à épouser son ravisseur pour sauver son honneur) il la défend à coups de pistolet. Arrêté, il s'évade en blessant son geôlier.
Dès 1891, il alterne les périodes de banditisme et de vie plus rangée. Il rencontre deux fameux bandits, Antonio Parra et Refugio Alvarado, qui lui apprennent à voler et à tuer.
Selon le docteur Ramón Puente, qui a été son secrétaire et a écrit une de ses biographies les plus connues, Villa n'admit jamais que son changement de nom pût en quelque façon être un hommage à un bandit célèbre (dont actuellement on ne sait rien), mais simplement la reprise du nom de son grand-père maternel.
Dans Le Mexique insurgé (1914) John Silas Reed affirme qu'entre 1901 et 1909, Villa commit au moins quatre homicides, participa à dix incendies prémédités, à de nombreux vols et enlèvements pour la plupart perpétrés dans des fermes. Parallèlement à cette vie de bandit, il semble mener une vie d'honnête boucher. Les journaux de l'époque parlèrent beaucoup de lui. En mai 1910, Villa et sa bande brûlent la mairie de Rosario, y volent le sceau officiel et l'utilisent pour fabriquer de faux documents légitimant la propriété du bétail volé dont Villa vend la viande dans sa propre boucherie. En mai 1910, il se présente au ranch de San Isidro en se faisant passer pour un acheteur de bétail. Lui et sa bande y tuent le propriétaire et son fils encore enfant ; en juillet il tue d'un coup de poignard un des membres de sa bande qui l'avait dénoncé aux autorités. En octobre 1910 il attaque et pille le ranch de Talamantes dans le district Jiménez (État de Chihuahua).
Dans sa jeunesse, Villa ne buvait pas d'alcool et ne proférait jamais de jurons, habitudes qu'il conserva, sauf en ce qui concerne l'alcool durant les derniers moments de sa vie. Il était inculte et apprit à lire en captivité à Tlatelolco. Il fut toujours loyal à Madero. On l'appela le « Centaure du Nord ».

## Pancho Villa et la révolution mexicaine

### Villa et Madero

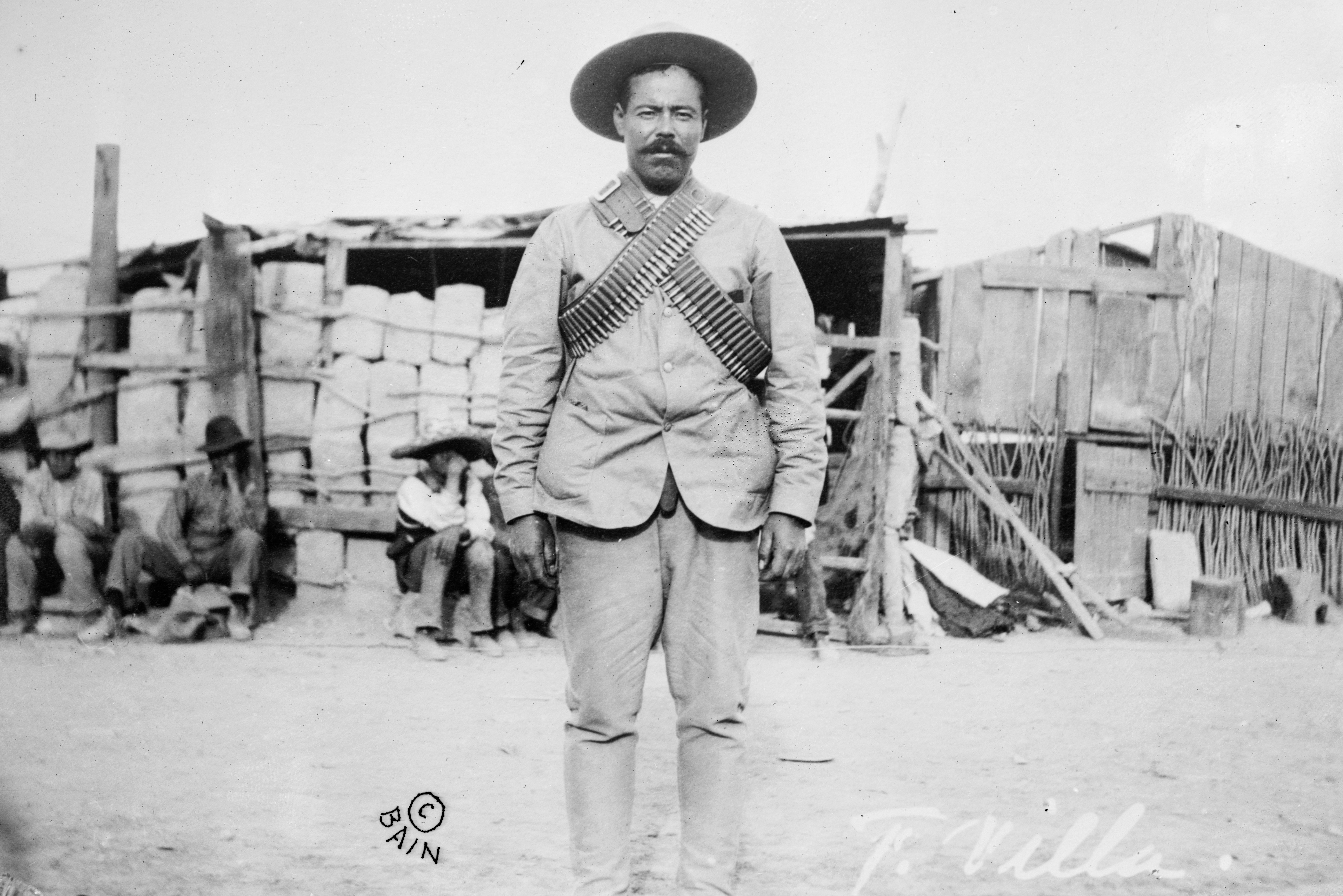
Le colonel Francisco Villa après la prise de Ciudad Juárez, photographie du 10 mai 1911.

En 1910, la révolution mexicaine changea le destin de Villa. Francisco I. Madero, qui s'était porté candidat aux élections présidentielles de 1910 contre Porfirio Díaz, avait été arrêté et emprisonné. Après la réélection de Díaz, Madero, qui s'était réfugié aux États-Unis, résolut de passer à l'action armée. Il fixa la date d'une insurrection au 20 novembre 1910.
C'est en vue de ce soulèvement que Villa fut recruté par le maderiste Abraham González - en échange d'une promesse d'amnistie et d'un grade dans l'armée fédérale. Il rejoignit un groupe de maderistes de l'État de Chihuahua, dirigés par Castulo Herrera, un politicien maderiste de Chihuahua, qu'il éclipsa lors de la prise de la petite ville de San Andrès le 21 novembre. Le 10 décembre 1910, Villa se joignit à un autre chef de bande, Pascual Orozco, pour attaquer la petite ville de Cerro Prieto le lendemain. L'assaut tourna au désastre. Après une querelle avec Orozco, Villa opéra désormais indépendamment. Il alterna succès et échecs, mais ses hommes lui restèrent loyaux.
En mars 1911, il se rendit à Bustillos pour se joindre à Madero, qui était rentré au Mexique. Villa embrassa avec enthousiasme la cause du chef de la révolution. Peu après son arrivée, Villa rendit service à Madero. Parmi les forces assez disparates dont ce dernier disposait, se trouvaient des partisans de Ricardo Flores Magón, qui voulaient conserver leur autonomie d'action. Contrairement à Orozco, qui se montra réticent, Villa obéit à Madero et parvint par une ruse à désarmer les magonistes. En signe de reconnaissance, Madero le nomma major, tout en prenant soin de nommer Orozco colonel pour ne pas se l'aliéner. Plus tard, Villa fut nommé colonel et Orozco général.
La prise de Ciudad Juárez (Toma de Ciudad Juárez (es)) décida du sort de Díaz, qui partit en exil en Europe, espérant éviter une guerre civile à son pays.
Alors que Villa, après sa démobilisation, s'était marié et avait ouvert une boucherie à Chihuahua, Orozco poursuivit sa carrière politique. Lorsque, se posant en champion des idées de la révolution que Madero aurait trahies, il se lança dans une révolte contre ce dernier au début du mois de mars 1912, Villa refusa de se joindre à lui. Le 23 mars, les forces fédérales du général Salas furent battues par Orozco. À la fin du mois, Villa, qui n'avait plus que 60 hommes, pénétra dans Parral, la dernière ville du Chihuahua à ne pas être tombée aux mains des Orozquistes. Le 4 avril, ces derniers délogèrent Villa et mirent la ville à sac.
Madero confia le commandement des troupes fédérales au général Victoriano Huerta. Villa, qui avait été nommé général de brigade, devait se mettre sous ses ordres. Lorsque Villa, dont les rapports avec Huerta s'étaient rapidement détériorés, manifesta l'intention de quitter l'armée, Huerta ordonna de l'exécuter sous prétexte qu'il voulait déserter. Sur les instances du président Madero et de ses frères, l'exécution fut suspendue et Villa expédié à Mexico sous les accusations d'insubordination, de rébellion et de vol. L'affaire traîna en longueur et le 26 décembre 1912, Villa s'échappa de la prison militaire de Santiago Tlatelolco et se réfugia à El Paso aux États-Unis.

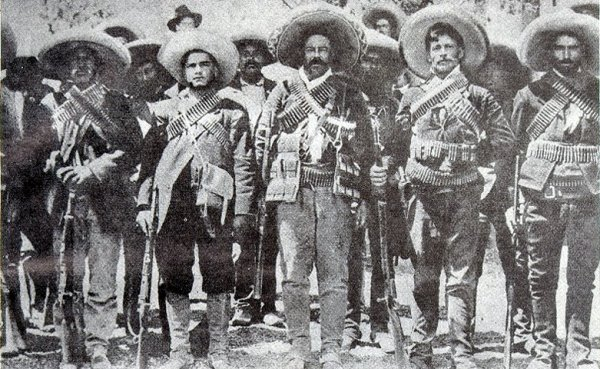
De gauche à droite : Candelario Cervantes, Pablo López, Francisco Villa, Francisco Beltrán et Martín López (12 avril 1911).

### Villa contre Huerta

#### Débuts modestes
Le 9 février 1913, au début de la Décade tragique, le coup d'État militaire qui devait s'achever par le renversement du président Madero, Abraham González, gouverneur du Chihuahua et ancien mentor de Villa, lui envoya un message lui demandant de rentrer au Mexique. Les événements se précipitèrent : le 19 février, le général Huerta devint président de la république, tandis que Madero était assassiné le 22. Le même jour, Abraham González fut arrêté, puis assassiné par des hommes de Huerta le 6 mars. Villa entra alors en contact avec le gouverneur de l'État de Sonora, José Maria Maytorena, qui refusait de reconnaître Huerta. Maytorena fournit un peu d'argent à Villa, qui franchit le Río Grande, à la tête de seulement huit hommes. Il se lança à nouveau dans la guérilla dans l'État de Chihuahua. Il gagna progressivement la sympathie de la population en s'attaquant aux grands propriétaires, tout en évitant soigneusement de s'en prendre aux intérêts et aux citoyens américains, pour ne pas s'aliéner le soutien du président américain Woodrow Wilson. D'autres groupes de guérilleros qui opéraient dans le Chihuahua, étaient réticents à reconnaître toute autorité, sinon celle, nominale, de Venustiano Carranza, le gouverneur du Coahuila, qui s'était proclamé « Premier chef » de la révolution. Face à une contre-offensive des troupes fédérales en août, lors d'une réunion tenue le 26 septembre 1913, tous les combattants du Chihuahua élurent Villa à la tête d'une armée révolutionnaire du Chihuahua connue sous le nom de División del Norte. À la tête d'une force importante, Villa se sentit suffisamment fort pour s'attaquer à la ville de Torreón, un nœud ferroviaire.
La prise de la ville consacra sa renommée,. Il avait mis la main sur d'importantes quantités d'armement, mais surtout du matériel ferroviaire, qui lui permit de se déplacer rapidement dans les immenses étendues du nord du Mexique. Il imposa à ses troupes une discipline stricte, qui rassurait la population et les résidents étrangers.

#### Stature nationale
Après un échec cuisant devant Chihuahua, il rebondit, devenant mondialement célèbre en s'emparant de la ville de Ciudad Juárez. au moyen d'une ruse. Il fit monter 2 000 hommes à bord d'un train qui se dirigea vers la ville. En chemin, il envoya des messages télégraphiques destinés à tromper la garnison fédérale, qui fut prise par surprise lorsque les villistes surgirent du train. Huerta, qui prenait maintenant la menace au sérieux, envoya contre lui une force supérieure. Du 24 au 25 septembre 1913, Villa remporta cependant la bataille de Tierra Blanca. Après cette victoire, il était maître de l'État de Chihuahua et le 8 décembre 1913, il fut désigné comme gouverneur par les généraux de la división del Norte. Carranza, que la popularité de Villa indisposait, nomma un autre commandant révolutionnaire, Manuel Chao, qu'il estimait plus malléable, au poste de gouverneur du Chihuahua. Villa finit par s'incliner. Le 9 janvier 1914, il accepta que Chao lui succède.
En février 1914, une dispute à propos d'une banale affaire de bétail éclata entre Villa et un ressortissant britannique, William S. Benton, qu'il détestait. Villa — ou son lieutenant Fierro selon une autre version — l'abattit, créant un incident international, qui mit les autorités américaines dans l'embarras. L'affaire prit des proportions internationales inattendues qui déconcertèrent Villa. Le président américain Woodrow Wilson, qui venait de lever l'embargo d'armes contre les révolutionnaires, dut faire face à l'irritation du gouvernement britannique, qui soutenait Huerta. Carranza prit en main ce problème potentiellement embarrassant pour lui, mais qui tourna finalement à son avantage : après avoir mis sur pied une commission d'enquête, il parvint à étouffer l'affaire et son prestige international en sortit grandi, tandis que la réputation de Villa en souffrit.

#### Pouvoir villiste au Chihuahua
Au pouvoir à Chihuahua, Villa contrôlait des centres miniers et put faire frapper en 1914 des pesos d'argent pour payer ses troupes, ce qui lui permit d'augmenter les effectifs, les soldes étant payées en monnaies d'argent et non en papier monnaie sans valeur, ainsi que des pièces de cuivre. Il fit aussi imprimer des billets sans contre-valeur mais échangeables en argent métal dans les territoires sous son contrôle. Cela lui permit aussi de payer en argent métal les livraisons américaines de chevaux, de matériel, d'armes et de munitions.

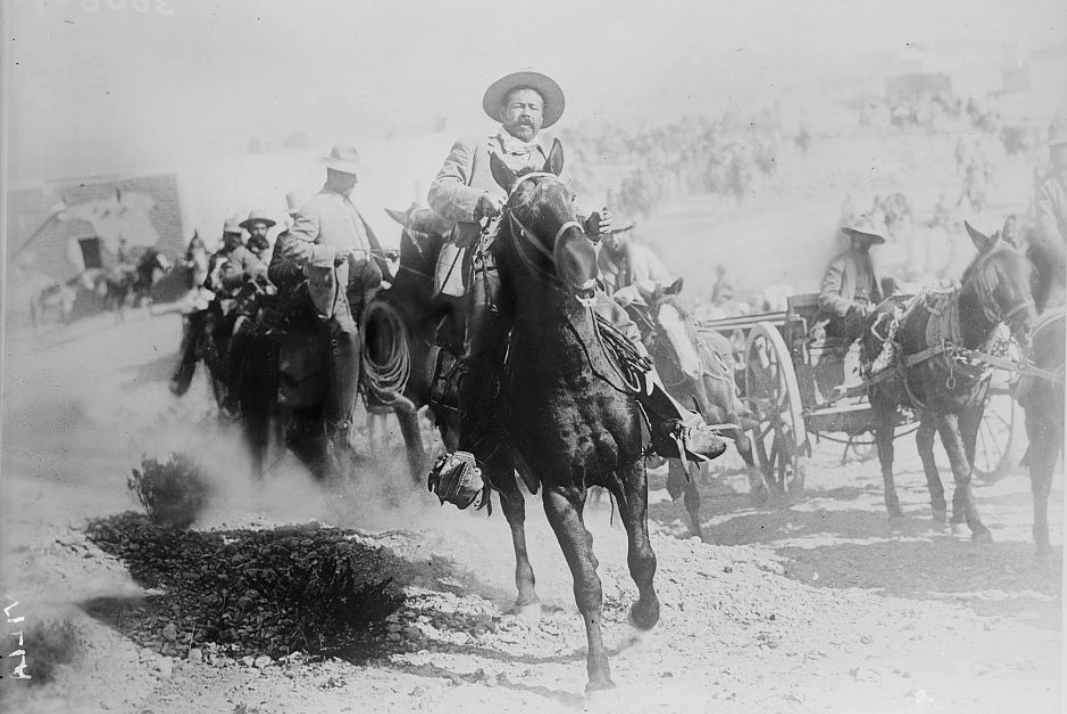
Le général Francisco Villa après la bataille d'Ojinaga en janvier 1914.

Le 3 janvier 1914, Francisco Villa signa avec la compagnie cinématographique Mutual Film Corporation un contrat de 25 000 dollars (le double en pesos) lui donnant l'exclusivité pour filmer ses combats ; le cameraman ne pouvant filmer qu'en plein jour, poussait Pancho Villa à se battre entre 9 h et 16 h,. Ces films existent encore, on peut y voir la violence des combats et les nombreuses exactions commises de part et d'autre. Mutual Film tourna aussi The Life of General Villa, avec Francisco Villa dans son propre rôle, Raoul Walsh incarnant Villa jeune homme. S'il faut en croire Walsh, Mutual Film payait aussi 500 dollars à Villa pour les exécutions qu'elle filmait.

#### Victoire sur le terrain et dissensions entre chefs
Au printemps 1914, la división del Norte était une machine de guerre bien rodée. C'est à cette époque que Villa fut rejoint par le général Felipe Ángeles, un brillant artilleur, qui contribuerait notablement aux victoires de Villa dans les combats qui allaient suivre. Villa attaqua la ville de Torreón, que les troupes de Huerta durent évacuer le 3 avril. Les premières frictions se produisirent entre Villa et Carranza, deux hommes que beaucoup de choses séparaient : l'âge mais aussi le tempérament. Carranza était froid et calculateur, tandis que Villa était impulsif et émotionnel. Par ailleurs, les manifestations d'indépendance de Villa irritaient Carranza, qui le considérait comme un rival potentiel.
Sur le terrain, l'étau s'était resserré autour de Huerta. Carranza s'efforça par tous les moyens d'éviter que Villa ne soit le premier à entrer dans Mexico. Dans un premier temps, il lui ordonna de s'emparer de Saltillo, la capitale du Coahuila. Villa renâcla, mais obtempéra. Carranza recourut alors à d'autres manœuvres. Il confia à un général médiocre, Panfilo Natera, placé à la tête d'une «armée du Centre», la tâche de s'emparer de Zacatecas, qui constituait le dernier verrou sur la route de Mexico. Après que Natera eut lamentablement échoué, Carranza ordonna à Villa de détacher 5 000 hommes de la división del Norte pour les confier à Natera. Fou de colère, Villa offrit alors sa démission à Carranza, qui l'accepta. Il se heurta alors à l'opposition de tous les lieutenants de Villa, qui réaffirmèrent leur fidélité à leur chef. La rupture entre Villa et Carranza était consommée, bien qu'elle ne fût pas rendue publique.
La división del Norte se dirigea à nouveau vers le sud. Le 23 juin 1914, après plusieurs jours de combat, elle remporta à Zacatecas une victoire sanglante qui lui ouvrit la route de Mexico. Carranza coupa alors l'approvisionnement de Villa en charbon, qui lui était indispensable pour faire parvenir ses troupes à Mexico en train. Lors d'une rencontre à Torreón entre les envoyés de Carranza et Villa qui s'acheva le 8 juillet par le « Pacte de Torreón », il fut notamment convenu que Villa reconnaissait Carranza comme «Primer Jefe» de la révolution tandis que Villa gardait le commandement de la División del Norte, que Carranza serait président intérimaire après la victoire et qu'aucun chef révolutionnaire ne serait candidat aux élections présidentielles à venir.
Le 15 juillet 1914, Huerta, aux abois, abandonna la présidence et quitta le Mexique. Francisco Carbajal assura la présidence par intérim. Il essaya de négocier un transfert de pouvoir avec Pancho Villa, qui refusa, puis avec Emiliano Zapata, en échange de la reconnaissance du plan d'Ayala, mais Zapata, qui avait atteint les faubourgs de Mexico, rejeta également cette proposition. C'est finalement le général carranciste Alvaro Obregón qui conclut un marché avec les troupes fédérales à Teoloyucan et fit son entrée à Mexico le 15 août. Zapata et Villa étaient tous deux frustrés. Le 21 août, Zapata écrivit une lettre à Villa, lui faisant part de son mécontentement devant cette situation et de sa méfiance à l'égard de Carranza.

### Guerre des factions révolutionnaires

#### Rupture

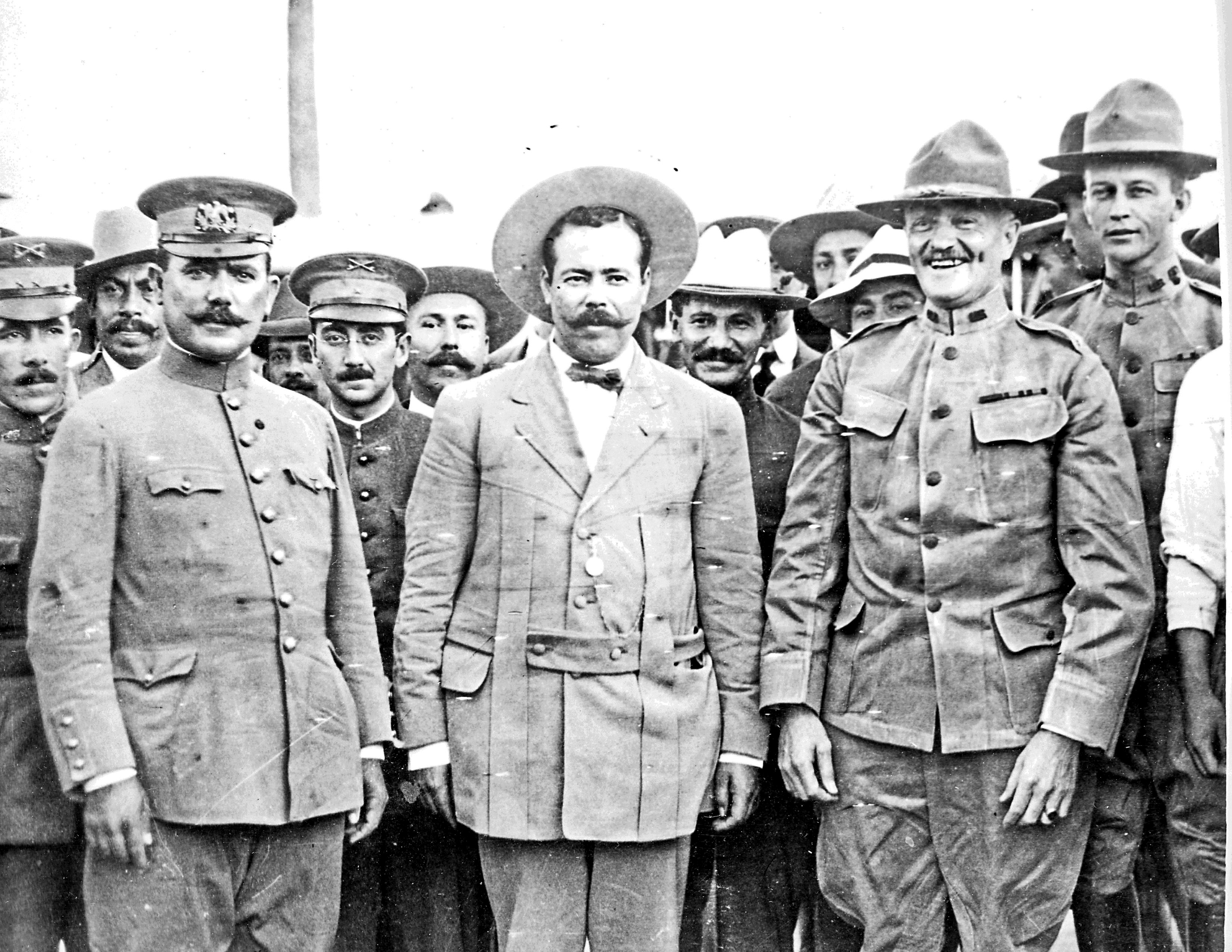
Obregón, Villa et le général américain John Pershing à Fort Bliss le 27 août 1914

Le 23 août 1914, Obregón se rendit auprès de Villa pour régler un conflit qui opposait dans l'État de Sonora deux généraux carrancistes, Plutarco Elías Calles et Benjamin Hill, d'une part et le gouverneur de l'État, José Maria Maytorena, allié de Villa d'autre part. Les deux hommes arrivèrent à un accord sur ce point mais également sur la future succession à la présidence : Carranza serait président provisoire mais ne pourrait pas être candidat aux élections présidentielles. Carranza refusa aussitôt qu'une décision aussi importante puisse être prise par quelques personnes et convoqua à Mexico pour le 1er octobre 1914 une convention des représentants des gouverneurs et des commandants des unités de l'armée constitutionnaliste.
Comme la situation au Sonora restait bloquée, Obregón retourna voir Villa le 16 septembre. La confrontation entre les deux hommes est un des épisodes les plus dramatiques et les plus connus de la révolution mexicaine. Elle illustre le caractère impulsif et émotionnel de Villa et le sang-froid d'Obregón. Villa soupçonnait, non sans raison, Obregón de vouloir détacher certains de ses lieutenants de lui. Lors d'un entretien, Villa se mit en colère, accusa son interlocuteur de duplicité et menaça de le faire fusiller. Obregón rapporte dans son autobiographie (Ocho mil kilómetros en campaña) qu'il lui répondit : « Vous me ferez personnellement une grande faveur, car la mort me donnera une personnalité que je n'ai pas, et c'est à vous qu'elle causera du tort. » Le calme de son interlocuteur désarçonna Villa qui finit par annuler l'ordre et lui dit en pleurs : « Francisco Villa n'est pas un traître ; Francisco Villa ne tue pas des hommes sans défense, et toi encore moins, compañerito, qui es mon hôte,,. » Les lieutenants de Villa étaient divisés sur l'opportunité de fusiller Obregón. Villa hésita pendant plusieurs jours, puis autorisa Obregón à reprendre le train vers Mexico et donna ensuite l'ordre de le fusiller en chemin. Obregón échappa une deuxième fois à la mort grâce à l'intervention d'officiers villistes qui laissèrent passer le train.
La «convention des représentants des gouverneurs et des commandants des unités de l'armée constitutionnaliste», convoquée par Carranza, fut un fiasco. Sous la pression de certains généraux, qui souhaitent éviter un affrontement entre Carranza et Villa, il fut décidé qu'elle se poursuivrait en terrain neutre, à Aguascalientes.
Le 10 octobre 1914, la Convention d'Aguascalientes commença ses travaux. La convention se déclara souveraine. On peut grosso modo diviser les participants en trois groupes : les villistes, les carrancistes et les «indépendants», bien qu'aucun des trois ne fût vraiment homogène. Les envoyés de Villa, au nombre de trente-sept, étaient minoritaires. Ce sont les «indépendants» qui émirent l'idée d'inviter à la convention des représentants zapatistes. Bien que Zapata ait initialement montré quelques réticences, le 22 octobre, il finit par envoyer à Aguascalientes un groupe d'intellectuels zapatistes, qui convainquirent les autres délégués d'adopter tacitement les principaux points du plan d'Ayala. Obregón manœuvra de manière à devenir l'arbitre de la convention. Il fut à l'origine, avec Felipe Angeles, d'une proposition présentée le 30 octobre : démettre Carranza, retirer à Villa le commandement de la division del Norte et désigner un président par intérim. Le 1er novembre 1914, Eulalio Gutiérrez fut élu président provisoire par la Convention. Villa accepta la proposition, tandis que Carranza, qui avait déployé en vain des manœuvres dilatoires et entendait soumettre sa démission à certaines conditions, quitta Mexico le 2 novembre pour la ville de Cordoba. Il finit par être déclaré rebelle par la convention le 10 novembre. La Convention offrit à Villa le poste de commandant en chef des armées révolutionnaires. Obregón, qui considérait ceci comme un échec, se rallia à Carranza. La rupture entre les dirigeants révolutionnaires était consommée. Le mouvement était maintenant divisé en « institutionnalistes » et en « conventionnalistes ».

#### Alliance éphémère de Villa et de Zapata
Le 24 novembre 1914, les derniers soldats de Carranza quittaient Mexico pour le port de Veracruz, que les Américains avaient évacué la veille. Le même soir, les troupes de Zapata entrent dans la capitale. Les troupes de Villa arrivaient à leur tour dans les faubourgs de la capitale le 28. Les deux leaders convinrent de se rencontrer le 4 décembre 1914 à Xochimilco. Il reste de la rencontre un compte-rendu, souvent cité, d'un observateur américain, Leon Canova, qui met en relief le contraste saisissant entre les deux hommes : Zapata, le dandy élégant et Villa, en tenue militaire négligée. À cette occasion, Villa, qui était abstinent, se força à boire un verre de cognac. Les entretiens débutèrent dans un climat de méfiance, puis les deux hommes se mirent d'accord en termes très généraux : opposition à Carranza et nécessité d'une réforme agraire. Le 6 eut lieu un grand défilé militaire, où les villistes en tenue kaki côtoyaient les zapatistes en pyjama blanc et en sombrero.

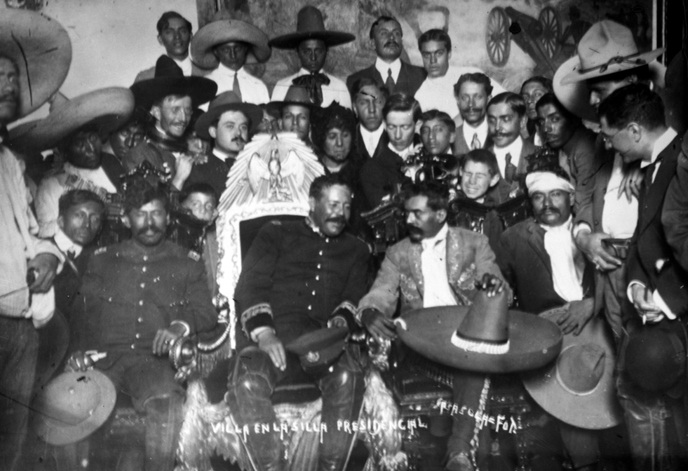
Villa et Zapata au palais national (Fonds Casasola)

Villa et Zapata se rencontrèrent pour la deuxième et dernière fois au palais national de Mexico. Ce fut l'occasion d'une photo célèbre, sinon la plus célèbre de la révolution : Zapata assis, le regard sombre, à côté d'un Villa jovial installé dans un fauteuil présidentiel. Au-delà de l'anecdote, cette alliance éphémère était vouée à l'échec. Le champ d'action de Zapata, dont les troupes étaient mal équipées et que Villa rechignait à approvisionner en armes et en munitions, était largement limité au Morelos et à ses environs. En cette fin d'année 1914, Villa était considéré comme le vainqueur probable de la guerre civile. Pourtant, face aux carrancistes, les forces conventionnalistes souffraient d'un défaut qui se révélerait fatal : l'absence d'un commandement unique et centralisé.
À Mexico, le sentiment initial de soulagement face au départ des carrancistes, fit progressivement place à l'effroi devant les débordements de certains villistes, notamment Tomás Urbina, pillant, procédant à des règlements de compte et des exécutions. Lorsqu'un lieutenant de Villa menaça de tuer José Vasconcelos, le ministre de l'éducation, Villa refusa d'intervenir et Vasconcelos dut quitter Mexico. Villa lui-même se livra à quelques esclandres. Par ailleurs, le climat politique était délétère : les rapports de Villa avec le président Gutiérrez se détérioraient et la rupture était proche.

#### Défaites militaires
Faisant fi de l'avis de Felipe Angeles, le meilleur stratège parmi ses lieutenants,, qui lui suggérait d'attaquer le port de Veracruz, où Carranza, fort affaibli, s'était réfugié, Villa prit la décision de quitter la capitale pour réduire les poches de résistance carrancistes dans le nord et l'ouest. Obregón, qui s'était réconcilié avec Carranza, se trouvait à la tête des troupes constitutionnalistes. Il saisit les occasions que ses adversaires lui offraient. Comme les troupes zapatistes avaient abandonné la ville de Puebla, il occupa la ville le 5 janvier 1915 sans rencontrer beaucoup de résistance. Ensuite, il occupa Mexico que Villa avait abandonnée, séparant ainsi les villistes des zapatistes. Carranza eut l'habileté de faire des concessions politiques et d'adapter son programme : le 6 janvier 1915, il promulgua une loi de réforme agraire. Sa portée était limitée mais elle atteignit son but : aliéner une partie de la base paysanne de Villa.
D'avril à juillet 1915, les batailles les plus sanglantes de la révolution mexicaine allaient se livrer au centre du Mexique, entre Querétaro et Aguascalientes. Le chemin de fer, qui permettait l'acheminement en hommes et en munitions, joua un rôle déterminant. Villa manquait de munitions — un fait souvent avancé pour expliquer les défaites qu'il subirait — mais les lignes d'approvisionnement d'Obregón étaient étirées et vulnérables. Villa n'en tira pourtant pas parti pour les couper, ou alors trop tard.
Obregón, qui avait étudié les batailles de la Première Guerre mondiale, qui faisait rage en Europe au même moment, allait mettre en application les enseignements qu'il en avait tirés. Villa, aveuglé par son mépris pour Obregón qu'il appelait «El Perfumado» (le Parfumé), ne prit pas la mesure de son adversaire. Il s'en tint à sa méthode habituelle, l'offensive, et dispersa ses forces tandis qu'Obregón pratiquait la défensive et concentrait ses troupes.

Alvaro Obregón en 1917, après la perte de son bras droit à la bataille de Trinidad

Obregón fit mouvement vers le nord et transforma la ville de Celaya en camp retranché. Lors de la première bataille de Celaya, les 6 et 7 avril, ses troupes creusèrent des tranchées protégées par des barbelés et fauchèrent à la mitrailleuse les charges frontales de cavalerie que Villa avait lancées contre les positions adverses sans attendre l'artillerie de Felipe Angeles. Lors de la deuxième bataille de Celaya, les 14 et 15 avril, Villa, qui n'avait rien appris, revint à la charge avec des résultats encore plus désastreux. La lutte avait pris un caractère inexpiable : au terme de la bataille, Obregón fit fusiller tous les officiers villistes qu'il avait capturés. Villa se retira alors vers le nord, poursuivi par son adversaire. Lors d'une troisième bataille, à Trinidad, les adversaires s'observèrent et se livrèrent à des escarmouches du 29 avril au 2 juin. Villa décida finalement d'attaquer. Obregón, dont le bras droit fut emporté par l'explosion d'un obus, fut à deux doigts de la défaite et faillit se suicider. Mais le 5, ses troupes lancèrent une contre-offensive victorieuse. La dernière bataille eut lieu à Aguascalientes. Elle commença dans de mauvaises conditions pour Obregón, encerclé dans le désert et manquant de munitions et de vivres. Le 10 juillet, il rompit pourtant l'encerclement et mit les villistes en déroute.
Les défaites de Villa anéantirent son aura d'invincibilité et entamèrent sa crédibilité financière. La valeur du papier-monnaie qu'il avait émis dans les zones qu'il contrôlait, s'effondra. Villa eut de plus en plus de difficultés à se procurer des armes et des munitions, d'autant plus que les prix avaient augmenté à cause de la guerre en Europe. Financièrement aux abois, il en fut réduit à pressurer les hommes d'affaires de la zone qu'il occupait encore en les contraignant à lui accorder des prêts. Les sociétés étrangères, notamment américaines, qu'il avait toujours ménagées, n'apprécièrent guère.

### Déclin du villisme

#### Retour à la guérilla
Villa fut progressivement abandonné par ses lieutenants et les intellectuels qui le conseillaient. En septembre 1915, Felipe Angeles, qui craignait pour sa vie, se réfugia aux États-Unis. Le caractère de Villa se ressentait de plus en plus de ses revers : il fit exécuter un de ses plus proches collaborateurs, Tomás Urbina, lorsque celui-ci voulut se retirer dans son hacienda.
Sous la pression des armées carrancistes, Villa se replia vers le nord, et quitta l'État de Chihuahua. En novembre 1915, avec les quelque 12 000 hommes qui lui restaient, il franchit les cols de la Sierra Madre, perdant en chemin un de ses plus fidèles lieutenants, Rodolfo Fierro, et passa dans l'État de Sonora, où il pensait pouvoir rejoindre son allié le gouverneur Maytorena et poursuivre la lutte dans de meilleures conditions. Maytorena, qui se méfiait à juste titre des sautes d'humeur de Villa, abandonna l'État. Villa lança ses troupes à l'assaut de la ville-frontière d'Agua Prieta, dont la garnison carranciste était commandée par le futur président Plutarco Calles. Ce dernier avait reçu des renforts que les autorités américaines avaient autorisés à transiter par le territoire de l'Arizona. L'assaut fut un échec sanglant, tout comme celui contre Hermosillo, la capitale du Sonora.
Villa se replia à nouveau vers le Chihuahua. Au cours de la retraite, la désintégration de la Division del Norte se poursuivit. Arrivé à Chihuahua, Villa, qui avait compris que ses généraux ne le suivraient plus et que la lutte organisée était devenue vaine, laissa tous ceux qui le souhaitaient libres de s'en aller. Le 20 décembre 1915, lui-même se retira dans les montagnes et reprit la guérilla.

#### Attaque de la ville de Columbus

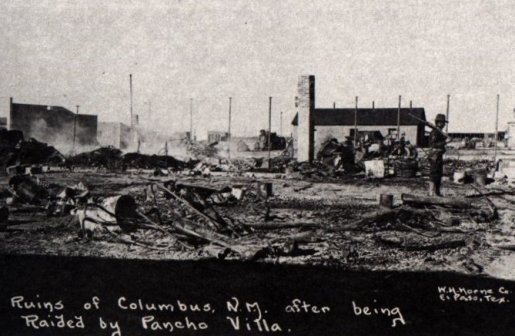
Ruines à Columbus après le raid de troupes villistes.

Le 9 mars 1916, des forces villistes envahirent le territoire des États-Unis. Environ 400 cavaliers dirigés par le général Ramón Banda Quesada participèrent à l'attaque de la bourgade de Columbus au Nouveau-Mexique, incendiant divers immeubles, dont la poste et un hôtel. Villa ne participa pas à l'attaque. Le bilan fut de 14 soldats et 17 habitants de la ville tués et d'une centaine de morts du côté mexicain.
Une des raisons de cette attaque est que le Kaiser Guillaume II aurait promis 800 000 marks à Villa pour qu'il crée des problèmes avec les États-Unis, ceux-ci étant obligés d'envoyer une partie de leurs troupes au Mexique, alors qu'elles étaient destinées à la guerre en Europe. Villa y aurait consenti sans se faire payer, car il en voulait aux Américains de ne plus lui livrer d'armes, de fournitures, ni de chevaux ou de munitions nécessaires à ses troupes,,.

#### Résurgence momentanée du villisme
À la fin du mois de mars 1916, Villa est blessé au genou au cours d'une escarmouche. La blessure guérit difficilement, obligeant Villa, incapable de monter à cheval, à se cacher dans une grotte. S'il faut en croire une histoire, dont il est difficile de vérifier la véracité, les soldats américains seraient passés tout près de sa cachette. Ses hommes sont décimés, mais l'expédition punitive constitue pour lui une victoire morale : il incarne la résistance aux gringos venus du nord. Carranza commet une faute en nommant Jacinto Treviño commandant des forces gouvernementales au Chihuahua. Par ses exactions, Treviño s'aliène la sympathie de la population et rend du même coup Villa à nouveau populaire. Le 16 septembre 1916, Villa lance un assaut contre Ciudad Chihuahua, où il libère des prisonniers politiques. Les combats contre les forces gouvernementales ont un caractère de plus en plus impitoyable, chaque camp exécutant les prisonniers de l'adversaire. Entre septembre et décembre, Villa remporte une victoire après l'autre et occupe presque tout le Chihuahua, à l'exception des grandes villes. Treviño est tenu pour responsable et Obregón transfère la direction des opérations à un général particulièrement cruel, Francisco Murguia, qui arrive en renfort du Durango. Le 23 novembre, Villa attaque Ciudad Chihuahua et prend la ville après plusieurs jours de combat. Lors de la prise de Torreón le 22 décembre, la dernière grande victoire de Villa, les villistes se livrent à un pogrom parmi les Chinois de la ville. Au cours de cette période, Villa semble renouer avec ses victoires de 1911-1914, mais la situation n'est plus la même. Les emprunts forcés qu'il lève, pèsent également sur la classe moyenne, qui ne le soutient plus et l'enrôlement forcé de nombreux hommes est de plus en plus mal ressenti. Son anti-américanisme le rend impopulaire auprès des mineurs, lorsqu'il ferme les mines américaines et les prive de leur gagne-pain. Le Chihuahua est dévasté par la guerre qui s'éternise et Villa, à court d'argent, prend la nourriture auprès des paysans.

#### Crépuscule du villisme
Le temps travaillait contre Villa, qui surestima ses forces. Il s'engagea dans une bataille rangée contre les troupes de Murguia le 3 janvier 1917 à Estación Reforma. Il lança un assaut de cavalerie frontal. La contre-offensive de Murguia entraîna la déroute des villistes. Les deux hommes devaient encore s'affronter longuement et les affrontements devenir de plus en plus sauvages et sanglants. En mars, Murguia tomba à son tour dans un piège tendu par Villa et faillit y laisser la vie. À cette occasion, Villa fit preuve d'une férocité particulière : il fit aligner les soldats gouvernementaux par rangées de cinq, les exécutant ensuite d'une seule balle dans la tête.
Villa fut trahi par un de ses dorados, Rafael Mendoza, qui, après avoir été capturé, révéla à Murguia l'emplacement d'un dépôt d'armes de Villa. Ce dernier s'en prit alors à la ville de naissance de Mendoza, Namiquipa, dont les femmes furent violées et les maisons incendiées. Ce nouvel accès de cruauté ébranla un peu plus la réputation de Villa. Ses troupes étaient dispersées et à partir de ce moment il en fut réduit à des opérations de guérilla, que le gouvernement n'arrivait pas à extirper. La haine que Villa vouait à Carranza, le poussait cependant à continuer une lutte sans espoir avec quelques centaines d'hommes. En juillet 1917, il conçut le projet de se rendre dans le plus grand secret à Mexico, de kidnapper Carranza et de l'emmener en territoire zapatiste, pour le faire juger. Le plan n'était pas aussi fou qu'il pouvait le paraître. Villa espérait que la disparition de Carranza entraînerait la chute du régime, mais l'affaire tourna au désastre. Deux facteurs contribuèrent au déclin définitif du villisme. Le retrait de l'Expédition punitive du Mexique en février 1917, avait privé en grande partie Villa de justification pour poursuivre le combat. D'autre part, la désaffection de la population, fatiguée par des années de guerre, se manifestait par la création de milices locales appelées defensas sociales, qui n'étaient plus disposées à accueillir les villistes. En 1919, l'ancien lieutenant de Villa, Felipe Ángeles, en exil aux États-Unis, le rejoignit et lui exposa ses vues sur l'avenir du pays et une possible réconciliation nationale. Il ne convainquit pas Villa, mais exerça sur lui une influence modératrice : Villa cessa d'exécuter systématiquement les prisonniers carrancistes. Les deux hommes finirent par se séparer. Une issue s'offrit à Villa, lorsque Carranza fut renversé par Álvaro Obregón et ses alliés en 1920.

## Assassinat

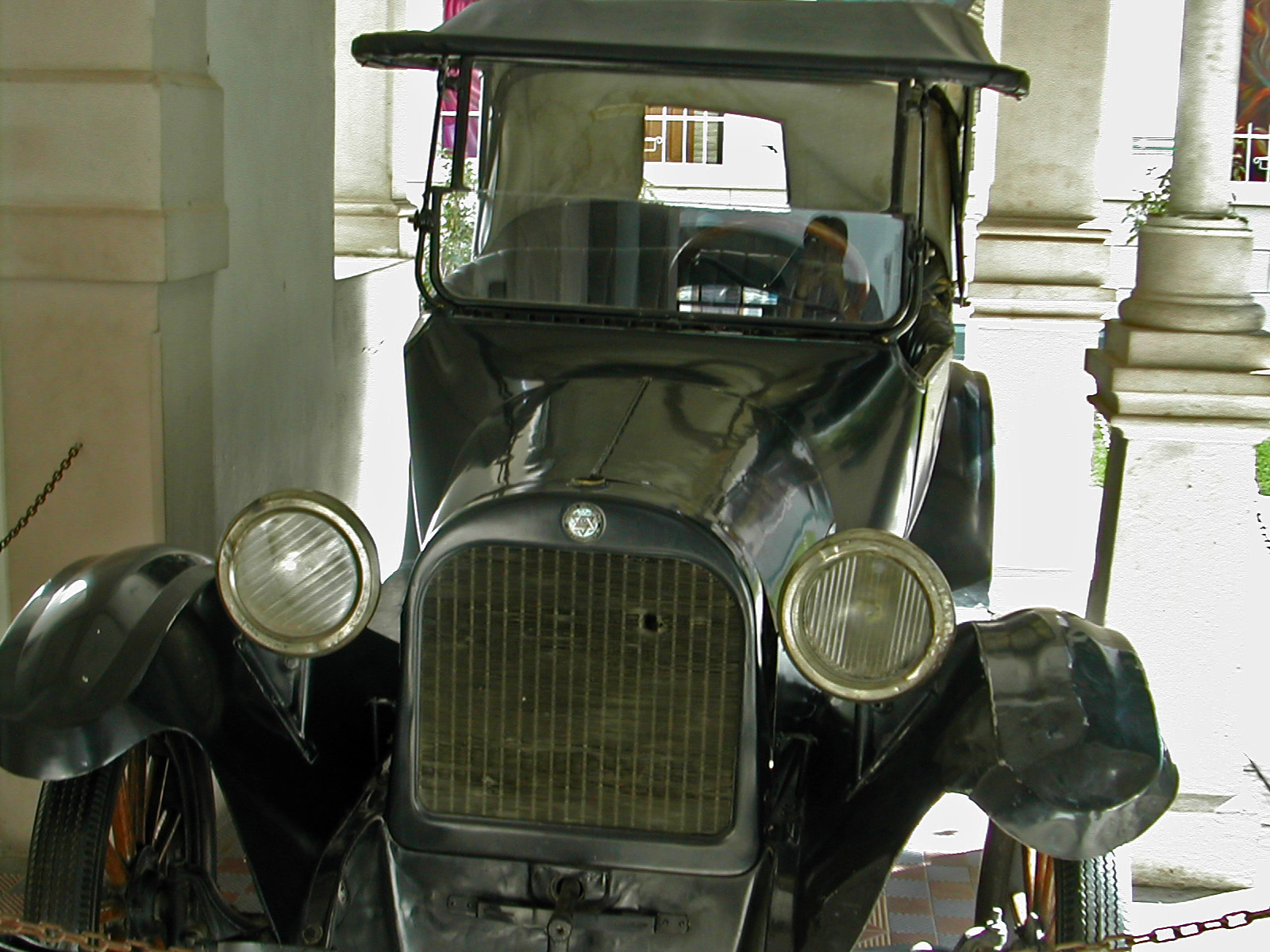
Dodge 30-35 dans laquelle fut assassiné Francisco Villa, aujourd'hui exposée au musée de Chihuahua.

En 1920, Adolfo de la Huerta, président par intérim, entama des négociations avec Francisco Villa et parvint à le convaincre de déposer les armes et de licencier les dernières troupes qui lui étaient encore fidèles. Par un accord conclu le 26 juin 1920 signé à Sabinas, le gouvernement lui donna l'hacienda de Canutillo d'une superficie de 163000 acres (soit 660 km²) située dans l'État de Durango en échange de sa reddition. Une fois au pouvoir, Alvaro Obregón ne fit rien pour protéger la vie de Villa ; au contraire il promut délibérément des tentatives d'assassinat contre sa personne.
Lors de la révolte en faveur de Adolfo de la Huerta, qui prétendait empêcher l'imposition par Obregón de son candidat à la présidence le général Plutarco Elías Calles, Obregón, craignant que Villa ne rejoigne les révoltés décida de l'éliminer. Calles contacta alors le colonel Lara, lui offrant 50 000 pesos et le grade de général pour la mort de Villa. Francisco Villa fut assassiné dans sa voiture le 20 juillet 1923, alors qu'il quittait Parral pour se rendre à Canutillo.
Villa, atteint de plusieurs balles, mourut sur le coup. Quelques jours plus tard, Jesús Salas Barraza (es), député du Congrès de l'État de Durango, revendiqua l'attentat. Il se posa en vengeur, affirmant avoir tué Villa, parce que ce dernier avait assassiné de nombreuses personnes dans la région qu'il représentait. Il fut condamné, en compagnie de Melitón Lozoya (considéré comme l'auteur intellectuel de la mort de Villa) à 70 ans de prison. Quelques mois plus tard, il fut amnistié.
Le 6 février 1926, on découvre que la tombe de Francisco Villa a été profanée. La tête de Villa a été détachée du corps et volée. Le commanditaire du vol serait William Randolph Hearst, qui aurait payé 5 000 dollars à l'un de ses compatriotes bénéficiant de complicités locales, pour obtenir la tête de Villa, qu'il haïssait.

## Les campagnes militaires et batailles

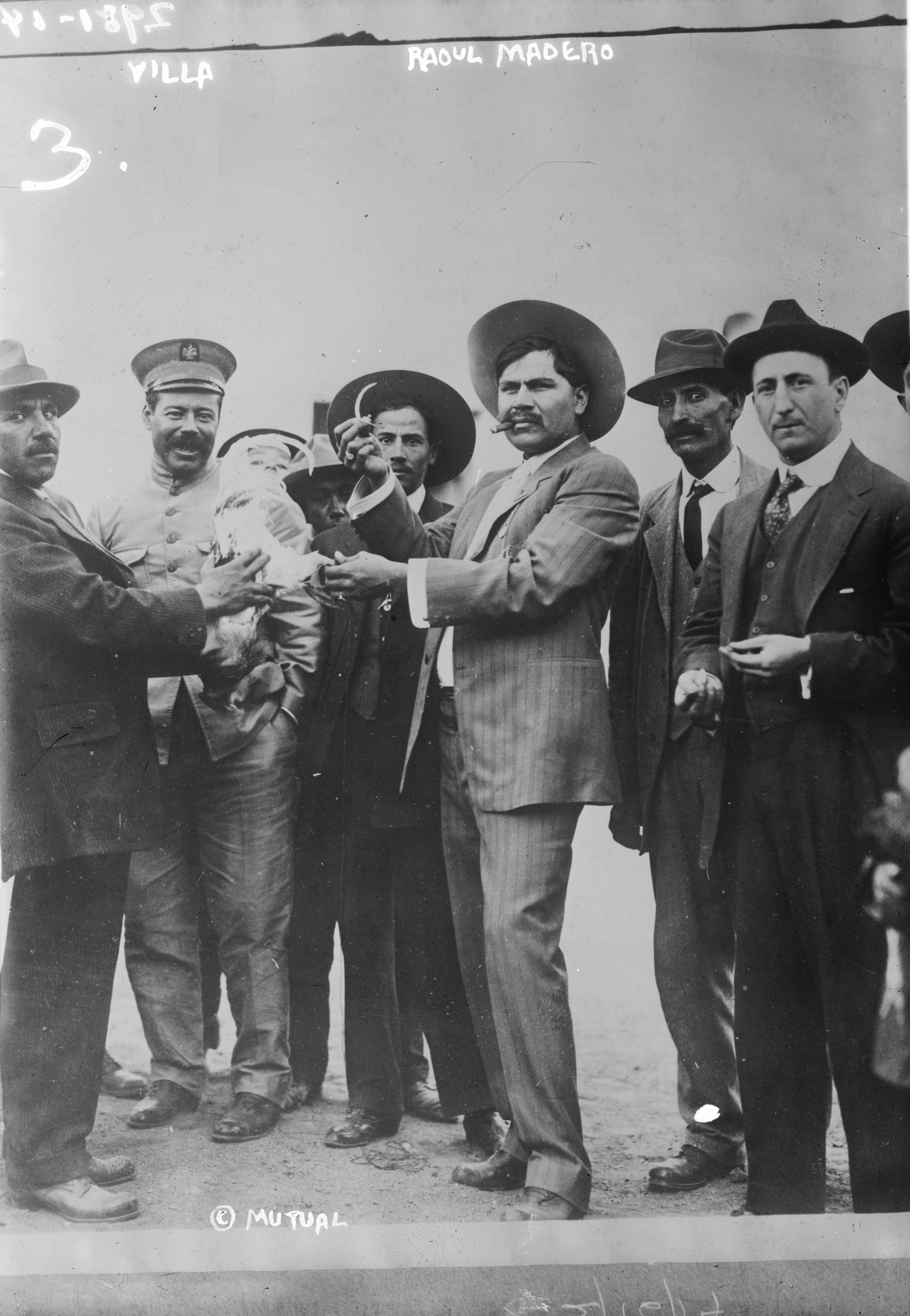
Francisco Villa en uniforme de général de l'armée régulière à sa gauche en costume clair et chapeau, Rodolfo Fierro.

- 1910 San Andrés, Santa Isabel, attaque d'un train, Bajío del Tecolote, Cerro Prieto.
- 1911 Santa Rosalía et Camargo, Ciudad Juarez.
- 1912 Parral (mars : tentative infructueuse de prise de Chihuahua).
- 1913 Samalayuca, San Andrés, Santa Isabel, prise du train de Chavarria, Zacatecas, Durango. Torreon fut prise une 1re fois en octobre 1913.
- 1914 San Andrés, Torreón, ville de Chihuahua, Ciudad Juárez, Tierra Blanca, Torreón, Ojinaga.
- 1915 Saltillo, Monterrey, Irapuato, Celaya 1, Celaya 2, Guadalajara, León, Encarnación, Aguascalientes, Zacatecas, San Luis Potosi, Leon, Celaya, Querétaro, San Juan del Rio, Tula, Pachuca, Agua Prieta, Altamira, Guadalupe, San Ignacio, Villa Ahumada, Juárez, Ciudad Chihuahua, Casas Grandes.
- 1916 Guérilla entre Chihuahua et Durango, Guerrero, escarmouches avec les troupes des États-Unis, Ciudad Chihuahua, Santa Rosalia, Jiménez, Ciudad Chihuahua, Torreon.
- 1917 Estación.
- 1918 Guérilla.
- 1919 Parral, Juarez, guérilla.
- 1920 Sabinas.

Villa capitula avec les restes de la División del Norte (en) qui ne comptait plus que 651 hommes.

## Villa et les femmes
On ne sait exactement combien de fois Villa se maria, les historiens mexicains s'accordent sur le nombre d'environ 75. Quelques femmes se sont fait connaître après sa mort comme ayant été officiellement mariées avec lui. Les plus connues sont :
- Luz Corral
- Juana  Torres
- Pilar Escalona
- Asunción B.
- Austreberta Rentería
- María Amalia Baca
- Soledad Seáñez Holguín
- María Anaya

En 1946 le Congrès mexicain reconnut Soledad Seáñez Holguin comme épouse légitime de Villa, avec lequel elle s'était mariée en 1919.
Mais d'autres instances officielles mexicaines, dont la Présidence de la République, en reconnurent d'autres, telles que Manuela Casas ou Luz Corral,.

## Crimes commis contre des civils  sur ordre de Villa
Le 2 décembre 1915 Villa ordonne de fusiller 85 habitants du village de San Pedro de la Cueva, Sonora
Le 12 décembre 1916 Villa ordonne le massacre de 102 soldaderas faites prisonnières en représailles d'une défaite lors de combat contre des troupes de Venustiano Carranza

## Dans les arts et la culture populaire

### Filmographie

#### Cinéma
- 1914 : The Life of General Villa de Christy Cabanne et Raoul Walsh mi-biographie, mi-documentaire avec scènes de bataille reconstituées et la participation de Pancho Villa lui-même (voir livre "Raoul Walsh : un demi-siècle à Hollywood" de Calmann-Levy (1976)).
- 1934 : Viva Villa ! de Jack Conway et Howard Hawks avec Wallace Beery.
- 1952 : Viva Zapata ! d'Elia Kazan avec Alan Reed.
- 1968 : Pancho Villa de Buzz Kulik, avec Yul Brynner.
- 1972 : Pancho Villa (en) d'Eugenio Martín, avec Telly Savalas
- 1982 : Les Cloches rouges, 1re partie : le Mexique en flammes de Sergueï Bondartchouk, joué par Jorge Reynoso
- 2003 : And Starring Pancho Villa as Himself de Bruce Beresford avec Antonio Banderas.

#### Télévision

##### Série
- 1992 : Les Aventures du jeune Indiana Jones, joué par Mike Moroff.

### Littérature
James Carlos Blake a rédigé un roman The Friends of Pancho Villa en 1996, adapté en bande dessinée par Léonard Chemineau en 2012 : Les Amis de Pancho Villa.

### Numismatique
Au temps de la guerre civile qui suivit la révolution, Villa fit émettre du papier monnaie, de la monnaie de cuivre et des pesos en argent, ces émissions ne circulèrent que sur les portions de territoire contrôlés par ses troupes.
En 1914 à Cuencamé, dans l'État de Durango deux généraux villistes, Ceniceros et Contreras, firent frapper une monnaie dite peso Muera Huerta, qui appelait à la mort du président Victoriano Huerta.
Francisco Villa figure sur une pièce de monnaie commémorative de circulation courante de 200 pesos frappée en 1985, aux côtés de Zapata, Madero et Carranza.
Une pièce de 5 pesos de circulation courante à son effigie, a été frappée en 2008 dans le cadre des commémorations du centième anniversaire de la Révolution de 1910.
Une pièce de 20 pesos de circulation courante le représentant à cheval et accompagné des portraits des généraux Felipe Ángeles et Pánfilo Natera (es) a été émise en 2014 pour marquer le centenaire de la prise de Zacatecas (es) le 23 juin 1914.